# Nomioides patruelis
Nomioides patruelis är en biart som beskrevs av Cockerell 1919. Nomioides patruelis ingår i släktet Nomioides och familjen vägbin. Inga underarter finns listade i Catalogue of Life.